# أزاي لو ريدو

أزاي لو ريدو هي بلدة فرنسية تقع في أندر ولوار،فرنسا.